# Маркерный радиомаяк
Маркерный радиомаяк — устройство, используемое в авиации в составе курсо-глиссадной системы, которое позволяет пилоту определить расстояние до ВПП. Маркерные радиомаяки работают на частоте 75 МГц, излучая сигнал узким пучком вверх. Когда самолёт пролетает над маркерным маяком, сигнал принимает маркерный радиоприемник, включается система оповещения — мигает специальный индикатор на приборной панели и издаётся звуковой сигнал. Ближний и дальний маркерные маяки в отечественных аэропортах обычно устанавливаются вместе с приводными радиостанциями. Данные сооружения называются БПРМ (ближний приводной радиомаяк) и ДПРМ (дальний приводной радиомаяк) соответственно.

## Дальний маркерный маяк

Голубой индикатор дальнего маркерного маяка (outer)

Дальний маркерный радиомаяк устанавливается в 4000 м от торца ВПП, совместно с дальней приводной радиостанцией. В этой точке самолёт, двигаясь на высоте, указанной в схеме захода, (примерно 250 метров) должен проконтролировать работу КГС, текущую высоту полёта и продолжить снижение. Некоторые страны, например, Канада, отказались от использования маркерных маяков и используют ненаправленные маяки вместо дальних маркерных маяков. Дальний маркерный радиомаяк излучает непрерывную серию "тире" кода Морзе. Модулирующая частота 400 Гц.

## Средний маркерный маяк

Желтый индикатор среднего маяка (medium)

Средний маркерный радиомаяк использует модулирующую частоту 1300 Гц. На индикаторе при пролете загорается желтый индикатор,сопровождается звуковой сигнализацией из последовательного чередования точек и тире. 

## Ближний маркерный маяк

Белый индикатор ближнего маркерного маяка (inner)

Ближний маяк устанавливается в том месте, где высота глиссады, обычно, равна высоте принятия решения. Это примерно 1000-1200 м от торца полосы, совместно с ближней приводной радиостанцией. Таким образом сигнализация пролёта данной точки дополнительно информирует пилотов, что они находятся в непосредственной близости от полосы и по-прежнему находятся на посадочной прямой. Ближний маркерный радиомаяк излучает непрерывную серию "точек" кода Морзе. Модулирующая частота 3000 Гц.

## Маркерные радиомаяки в России
Излучение БПРМ модулируется сигналом с частотой 1300 Гц, вид манипуляции—точки со скоростью 6 точек в секунду.
В ДПРМ используются частота модуляции 400 Гц и манипуляция в виде тире со скоростью 2 тире в секунду. Допускается использование на БПРМ и ДПРМ одной частоты модуляции, равной 3000 Гц. 